# Corbières, Alpes-de-Haute-Provence

Colmars este o comună în departamentul Alpes-de-Haute-Provence din sud-estul Franței. În 1 ianuarie 2022 avea o populație de 1.285 de locuitori.